# ジャン・ド・ラトル・ド・タシニ
ジャン・ジョセフ・マリー・ガブリエル・ド・ラトル・ド・タシニ（Jean Joseph Marie Gabriel de Lattre de Tassigny、1889年2月2日 - 1952年1月11日）は、フランスの陸軍軍人。第二次世界大戦と第一次インドシナ戦争に将官として従軍した。死後にフランス元帥の名誉称号を追贈された。
第一次世界大戦中には将校として、ヴェルダンの戦いなどさまざまな戦闘に参加し、5回負傷し、感状8回に加えレジオンドヌール勲章や武功十字章を授与されている。戦間期にもモロッコでの戦闘に参加して戦傷を受けている。その後はフランス参謀本部員や連隊長として軍歴を重ねた。
第二次世界大戦初期の1940年5月から6月までフランス最年少の将軍であった。ナチス・ドイツのフランス侵攻に際しては、ルテルの戦い、シャンパーニュ・アルデンヌの戦い、ロワールの戦いと転戦し、1940年6月22日の独仏休戦協定締結まで自らの師団を率いた。ヴィシー政権が成立すると、休戦軍（ヴィシー政権軍）に残留し、当初は地区司令官、続いてチュニジア駐留軍最高司令官に任じられた。1942年11月8日の連合国軍のトーチ作戦に対して、北アフリカのヴィシー政権軍が大した抵抗もせずに降伏すると、ドイツ軍は11月11日に報復措置としてアントン作戦を発動、フランスに再侵攻した。このとき、モンペリエの第16軍団司令官であったド・ラトルは、ヴィシー政権軍の将軍でただ一人、ドイツ軍と交戦すべからずという命令を拒否して麾下の部隊に抵抗を命じた。このため逮捕されたが、1943年末に逃亡してシャルル・ド・ゴール率いる自由フランスに亡命した。1943年から1945年までフランス解放軍の上級司令官の1人として戦い、1944年8月15日のドラグーン作戦で南フランスに上陸した部隊を指揮してライン川およびドナウ川まで進撃した。コルマールの戦いではアメリカ陸軍第21軍団がフランス解放軍第1軍の指揮下に入ったため、ド・ラトルはアメリカ軍部隊を指揮した唯一のフランス将軍となった。また、1945年5月8日にはベルリンでフランス代表としてアイゼンハワー、ジューコフ、モントゴメリーと並び立った。
1945年にドイツ駐留フランス軍最高司令官となり、続いて陸軍監察総監となった。 1948年から1950年まで、西ヨーロッパ連合陸軍最高司令官を務めた。1951年にはインドシナ高等弁務官、インドシナ最高司令官、フランス極東遠征軍団最高司令官に任じられ、ベトミンとの戦闘でいくつか勝利を収めた。ナムディンの戦いで一人息子ベルナールを失い、体調不良のためにパリに帰還したが、1952年に癌のため没した。国葬が行われ、その際にフランス元帥の称号を追贈された。

## 生涯

### 任官まで

ド・ラトル・ド・タシニ家の紋章

ド・ラトルはヴァンデ県ムイユロン＝アン＝パルで貴族の家系に生まれた。第一次世界大戦中のフランス首相ジョルジュ・クレマンソーとは同郷である。
1898年から1904年にかけてサン・シール陸軍士官学校への入学準備をし、1908年に入学した。1909年から1911年まで士官候補生として過ごし、同級での席次は5位であった。サン・シール卒業後は、ソミュールの騎兵学校に進学した。

### 第一次世界大戦
1912年、彼は第12竜騎兵連隊に中尉として任官した。1914年8月11日、偵察任務中に榴散弾の爆風で初めて負傷した。続く9月14日には竜騎兵小隊を指揮して突撃していた際に槍騎兵の槍を受けて再び負傷した。負傷により衰弱して捕虜となるところであったが、第5騎兵連隊の将校により救出され、1914年12月20日にレジオン・ドヌール勲章を授与された。
1915年には第93歩兵師団で大尉に昇進し、ヴェルダンの戦いに16か月間従軍した。その間、戦傷を5回負って感状を8回受けた他、武功十字章を授与された。その後は第21歩兵師団参謀部第2局に配属された。

### 戦間期
1919年、ボルドーのフランス系アメリカ人部隊に配属され、その後バイヨンヌの第49歩兵連隊に異動した。1921年から1926年までモロッコに駐屯して第三次リーフ戦争に従軍、さまざまな戦闘に参加して負傷し、感状3回を受けて少佐に昇進した。
1927年から1929年まで陸軍大学校で学習し、卒業生総代を務める栄誉に浴した。1928年には第5歩兵連隊に配属された。
1931年、陸軍総司令部付となった。中佐になるとマキシム・ウェイガンの参謀部に勤務した。この際、主に他国の国際政策および国内政策や軍事予算イニシアチブを担当した。ウェイガンが定年を迎えて退任すると、アルフォンス・ジョルジュの参謀部に留まった。 1935年には大佐に昇進し、第151歩兵連隊長に任命された。 1937年から1938年にかけて高等軍事研究院（将校を対象とする上級幕僚学校）で学び、1938年にストラスブール軍事総督府の参謀長となった。

### 第二次世界大戦

#### フランスの戦い
1939年3月22日に旅団将軍（准将）に昇進して最年少のフランス陸軍将官となり、同年9月3日には第5軍総司令部参謀長に任じられた。1940年1月には第14歩兵師団を指揮してルテルで1か月に渡ってドイツ軍に抗戦、エーヌ川の前でドイツ軍の攻勢を3度撃退した。第14歩兵師団はシャンパーニュ・アルデンヌ、ムールムロンで戦い続け、その後マルヌ、ヨンヌ、ロワール、ニエーブルで遅滞戦闘を行った。同師団はフランス軍全体が混乱し敗勢にある中で結束と団結を維持し、ドイツ将校はその抵抗をヴェルダンの戦いに準えた。

#### ヴィシー政権軍
1940年6月22日の独仏休戦後はヴィシー政権軍に留まり、1940年7月から1941年9月にかけてクレルモン＝フェランの第13師団司令官付副官およびピュイ・ド・ドームの軍司令官を務めた。ド・ラトルは、この時期に軍の結束・信頼・規律の維持に大きな役割を果たした。ド・ラトルは、フィリップ・ペタン元帥率いるヴィシー政権がフランスの国益を守るために行動していると信じて、政府の命令を実行した。熱心に若い士官を督励した他、アルザス人と兵士を動員して野戦学校や教導センターを開設して有能な士官・将官の育成にあたった。師団将軍（少将）に昇進するとチュニジア駐留軍最高司令官となり、そこでも教導センターを開設した。1941年9月下旬から1942年2月2日まで4か月同地にあったが、上官であるアルフォンス・ジュアンと論争となって本国に召還され、配置換えされた。フランスに帰国するとモンペリエに本拠を置く第16軍団に着任した。1942年11月8日に連合国軍がトーチ作戦を発動してフランス領北アフリカに上陸したが、その際ヴィシー政権軍が大した抵抗もなく降伏したことから、ドイツは報復措置としてアントン作戦を発動して南フランスを占領、ヴィシー政権軍を解散させた。このとき、ド・ラトルはドイツ軍と交戦すべからずという命令を拒否して抗戦を下命したことから逮捕され、数か月間にわたって投獄された。

#### ド・ゴールの元へ
1943年9月にロンドンへの逃亡を果たすとアルジェに向かい、自由フランスに加わった。1943年11月11日にシャルル・ド・ゴールにより陸軍将軍（大将）に昇進した。 1943年12月には、同年7月31日に自由フランス軍、アフリカ駐留軍および志願兵を統合して編成されたフランス陸軍B軍集団を指揮した。その際、再びアルジェに幹部訓練センターを開設している。ド・ラトル率いる部隊は1944年6月17日から19日の戦闘でエルバ島を解放した。

#### ドラグーン作戦
B軍集団司令官として、ノルマンディーで実施されたオーヴァーロード作戦から数週間後となる8月15日のドラグーン作戦の準備を支援した。ド・ラトル麾下の7個師団（約25万6千人）は、アメリカ軍3個師団と特殊部隊および空挺部隊とともに、アレグザンダー・パッチ中将率いるアメリカ第7軍に参加した。
アメリカ第6軍団および第7軍団とともに、ド・ラトルとその幕僚、主にアントワーヌ・ベトゥアール、エドガー・ド・ラルミナ（1944年8月31日にジョセフ・ド・ゴイスラール・ド・モンサベールに交代）が1944年8月15日にプロヴァンスで分隊してフランス国内軍の一部として8月27日のトゥーロンの戦いと8月29日のマルセイユの戦いに参加した。トゥーロンとマルセイユという2大港湾を解放したことにより、連合国軍の人的・物的補給能力は大きく向上し、西部戦線における決定的な優位が確保された。
ド・ラトルの部隊はヴァレ・デュ・ローヌを遡って9月2日にはサン＝テティエンヌ、翌9月3日にリヨンを解放し、さらに9月8日にはマコン、シャロン・シュル・ソーヌ、ボーヌ、オータンを解放した。
フランス国内軍の一部を編入することにより、ド・ラトルは麾下の部隊の実効兵力を13万7千人から約40万人にまで増やすことができた。1944年9月からは、ヴィシー政権軍、自由フランス軍、フランス国内軍からフランス解放軍が編成され、この結果1944年9月25日にB軍集団はフランス第1軍に再編された。

#### バルジの戦い

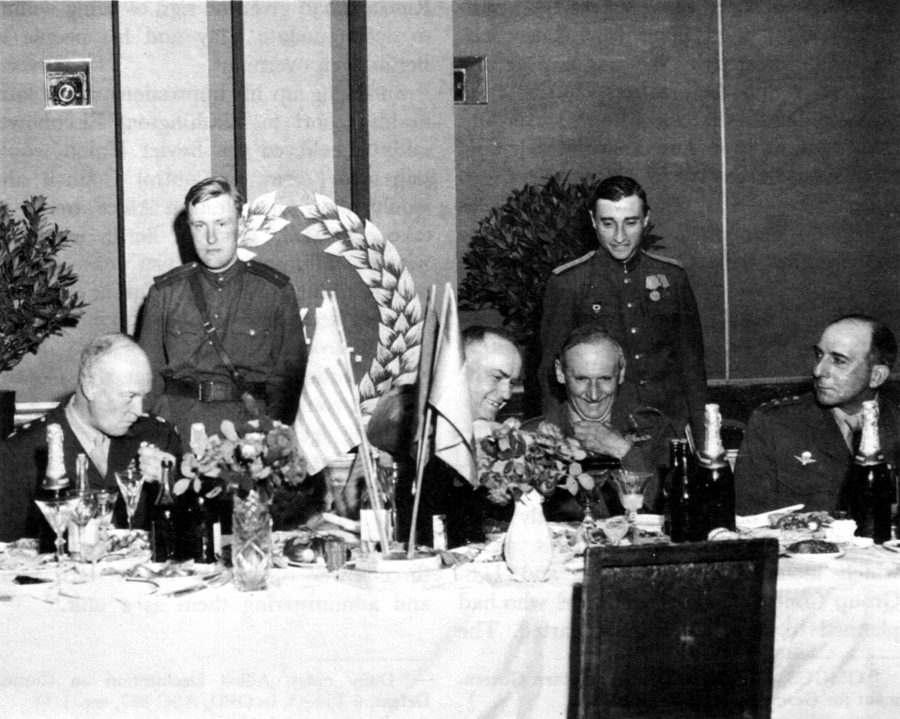
着席している人物は左からアイゼンハワー、ジューコフ、モントゴメリー、ド・ラトル。ベルリン、1945年6月5日

ノルマンディーから進軍したフィリップ・ルクレールの第二機甲師団と合流すると、モンバール、 エゼ＝シュル＝セーヌ、ノール＝シュル＝セーヌを経て1944年9月12日にはディジョン近郊に至り、10月初めから第1軍はアメリカ第7軍とともにヴォージュの戦いに参加した。11月17日にはモンベリアルとオート＝ソーヌ県のエリクールを解放、続いてジェラールメを解放した。第1軍は11月19日にライン川に到着した最初の連合国軍部隊となり、11月23日にストラスブール、11月24日にミュルーズ、11月25日にベルフォールを解放した。
バルジの戦いでは連合国軍の前進は一時的に停止し、しばらくの間、アルザス地方とストラスブールを放棄しなければならないように思われた。しかし、ストラスブールは解放されたばかりであり、ド・ゴールにとってはこれを放棄するという選択肢はなかった。ド・ラトルは、1944年以来ジェイコブ・L・デヴァース中将率いるアメリカ第6軍団の指揮下にあった。その間、12月31日にはドイツ軍がサルグミーヌ、ビッチュ、コルマールで反攻に出たが、フランス第1軍は大きな損失を出しながらもストラスブール周辺で防御態勢を維持した。
1945年1月19日にド・ラトルが増援を要請すると、デヴァース中将はフランク・W・ミルバーン少将率いる第21軍団から4個師団を引き抜いてド・ラトルの麾下に置いた。これにより、ド・ラトルは第二次世界大戦においてアメリカ軍部隊を指揮した唯一のフランス軍将官となった。その後、ド・ラトルの部隊は1月20日にコルマールの戦いに参加し、コルマールは1945年2月9日に解放された。
第1軍は、1945年3月19日のパラティーヌの戦いでジークフリート線を突破した。フランス軍は1945年3月31日にシュパイアーとゲルマースハイムでライン川を渡河、さらにシュヴァルツヴァルトを抜けて激しく戦力を消耗しつつもカールスルーエとシュトゥットガルトに進撃した。ド・ラトルの部隊は4月22日にフランス軍が占領したジクマリンゲンまで前進、4月24日にウルムまで進軍してドナウ川に到達し、さらにバーゼルまで進んでスイスとの国境に達した。ライン川およびドナウ川での戦闘は、オーストリアのブレゲンツでドイツ第25軍と交戦し、ブルーデンツおよびランデックまで前進したところで終了した。
1945年5月8日、ド・ラトルはジューコフ元帥率いる総司令部の要員としてベルリンに在った。

### 戦後
1945年3月31日から1947年5月27日まで、ド・ラトルはドイツ駐留フランス軍最高司令官を務めた。1945年6月17日にはソ連空軍のフランス義勇兵部隊であったノルマンディー＝ニーメン戦隊をフランスに凱旋させた。1945年12月から1947年3月にかけて、フランス陸軍監察総監および国防参謀総長、最高戦争評議会の副総裁を務めた。1948年10月から1950年12月まで、イギリス陸軍のバーナード・モントゴメリー元帥と共に、西ヨーロッパ防衛機構の陸軍最高司令官を務めたが、在職中はモントゴメリーとの口論が絶えなかったという。
1947年10月から11月にかけて、南米への外交・経済使節団を率いて、アルゼンチン、チリ、ウルグアイ、ブラジルの大統領や政府高官および同地のフランス人コミュニティ関係者と数々の会談を行った。

### ベトナム
1950年から1951年9月まで、第一次インドシナ戦争でフランス領インドシナに派遣されたフランス軍を指揮した。フランス軍の部下だけでなく、敵であるベトミンからも高く評価されたが、「フランス版マッカーサー：ハンサムでスタイリッシュ、時には魅力的でありながら、自己中心的な誇大妄想狂」、「壮大にして空虚」、「派手好み」とも言われた。ヴォー・グエン・ザップはベトナムに到着したド・ラトルを評して、我が軍は「相手にとって不足のない好敵手」に直面するであろう、と述べた。
ド・ラトルの到着はフランス軍の士気を大いに高め、ベトミンを大敗に導くであろうと鼓舞した。ヴィンイエン、マオケ、イェンチュハで勝利し、ベトナム北部をベトミンから防衛することに成功した。
ヴィンイエンの戦いではザップ率いるベトミン2個師団2万人を撃破した。ド・ラトルは数に優るフランス軍を指揮して援軍を送り、大規模なベトミン部隊に対して利用可能なすべての航空機を動員して空爆を行った。3日間に渡る戦闘の末、ザップ率いるベトミンは戦死者6000人、負傷者8000人を出して撤退した。ド・ラトルは、ザップの攻勢を予測して、何百ものセメント造の小要塞や新たな飛行場を構築して防衛戦を強化した。
1951年3月、ハイフォン港近くで生起したマオケの戦いでは、艦砲を配備したり、攻撃用舟艇を用いて河口深くや運河に増援を送り込むド・ラトルの能力を甘く見ていたザップを再び打ち破った。
しかし、1951年5月下旬のナムディンの戦いではド・ラトルの一人息子ベルナールが戦死する。ベルナールは、父が下した「ベトミン3個師団に対して、いかなる犠牲を払っても町を死守すべし」という命令に忠実に従った。3週間の戦闘の後、フランス軍が勝利して紅河デルタでのザップの攻勢は止まった。
1951年9月20日、ド・ラトルはアメリカ国防総省に対してベトナム北部が完全にベトミンの手に落ちれば東南アジア全体に共産主義が広がる恐れがあると警告し、支援を要請した。しかし、アメリカは朝鮮戦争に集中してしまっており、ド・ラトルの要請に対して輸送機やトラックなどを送っただけだった。これは「重要な貢献」ではあったが、「戦局をフランス優位に変えるにはまったく不十分」であった。

### 死
1951年、体調不良を感じたド・ラトルはパリに帰還せざるを得なくなり、ほどなくして癌のため没した。

#### フランス元帥

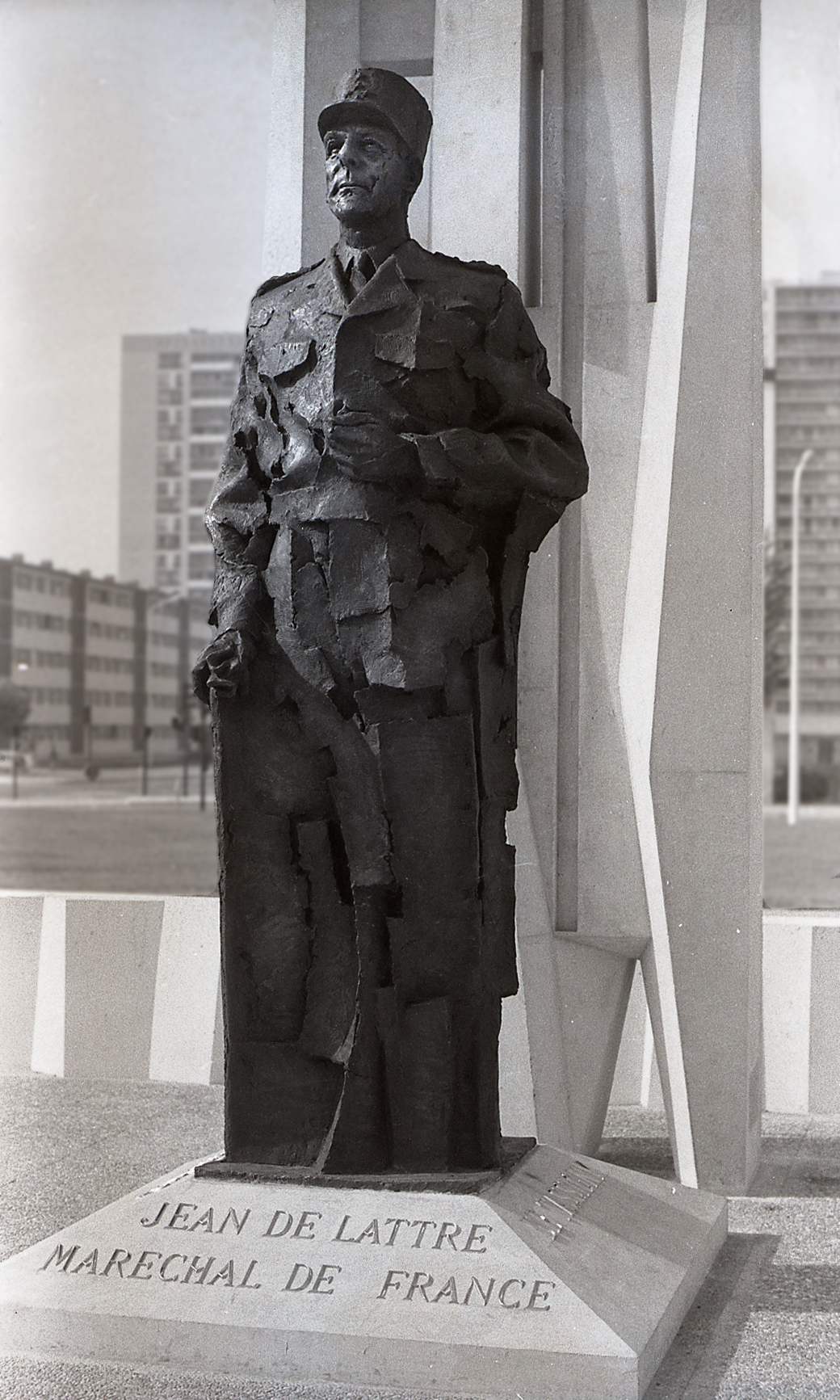
フランス元帥ジャン・ド・ラトル・ド・タシニの像

1952年1月15日の葬儀の際に、フランス大統領ヴァンサン・オリオールからフランス元帥の称号を追贈された。葬儀には第二次世界大戦を共に戦ったシャルル・ド・ゴール、ドワイト・D・アイゼンハワー、バーナード・モントゴメリーも参列した。
フランス元帥の称号は、第一次世界大戦で活躍した将官に授与されて以来授けられていなかった。ド・ラトルの後には、アルフォンス・ジュアン、フィリップ・ルクレール（死後追贈）、ピエール・ケーニグ（死後追贈）の3人に授与された。

#### 国葬
ド・ラトルは、ライフ誌が「1929年のフォッシュ元帥の死以来、フランスで行われた最大の軍人の葬義」と評した国葬をもって、死の5日後に埋葬された。棺に納められた遺体は葬列をもって移動し、自宅、廃兵院、凱旋門、ノートルダム大聖堂で正装安置に付された。葬列にはフランスの閣僚、裁判官、司教、そして西側諸国の軍関係者が参列した。棺側付添人には、バーナード・モントゴメリーやドワイト・D・アイゼンハワーなど、第二次世界大戦で共に戦った連合国軍の将官の姿があった。
葬列のルートにはリヴォリ通りとシャンゼリゼ通りが含まれており、凱旋門からノートルダム大聖堂、続いて廃兵院へ向かった。凱旋門からノートルダム大聖堂までの移動は夜間に行われ、棺には燃える松明を持ったフランス共和国親衛隊の騎兵が付いた。
葬列で行進する兵士の後ろには喪服姿で祈りながら歩く未亡人シモーネの姿があった。何千人もの人々が葬列のルートに並び、10人ほどの深さの列ができた。また、鐘の音が鳴り響き、旗はすべて半旗とされた。
葬儀の最後にはフランス西部の故郷ムイユロン＝アン＝パルまで400km移動した。97歳の父ロジェ・ド・ラトル・ド・タシニは高齢のため盲目になっており、棺に飾られた元帥杖とド・ラトルが身に着けていたケピ帽などに手を触れたという。ロジェは孫に続いて息子も失うことになり、ド・ラトル・ド・タシニ家はロジェの死をもって絶えることになった。
その後、棺は地面に降ろされ、約8か月前にインドシナでド・ラトルの指揮下で戦って戦死した一人息子ベルナールのそばに横たえられた。

## 人物
中々の美男だったが自己顕示欲が強く派手を好み、夢想家だったと評判だった。

## 階級
| 二等兵        | 上等兵        | 軍曹          | 見習士官       | 少尉                   |
| 1908年10月3日 | 1909年2月10日 | 1909年11月5日 | 1910年5月5日   | 1910年10月1日          |
| 中尉          | 大尉          | 少佐          | 中佐           | 大佐                   |
| 1912年10月1日 | 1916年4月4日  | 1926年6月26日 | 1932年3月24日  | 1935年6月24日          |
| 旅団将軍      | 師団将軍      | 軍団将軍      | 陸軍将軍       | フランス元帥           |
| 1939年3月20日 | 1941年6月26日 | 1942年1月2日  | 1943年11月10日 | 1952年1月15日 死後追贈 |
| ------------- | ------------- | ------------- | -------------- | ---------------------- |

## 遺産
マンジア近郊の田園地帯（1943年に刑務所を脱出したド・ラトルがここから飛行機でロンドンに向かった）に建てられた石碑など、多くの記念碑が建てられている。
毎年、ド・ラトルの生地ムイユロン＝アン＝パルでは、兵士や退役軍人協会により墓前に元帥杖を捧げる儀式が行われている。
この他、さまざまな施設や広場、通りなどにその名前が冠せられている。
- メスの駐屯地
- ラ・ロッシュ＝シュル＝ヨンの公立学校
- オムの施設（1940年から1941年にかけてド・ラトルが設立した幹部養成施設跡）
- オーバーニュのスポーツ複合施設
- パリの地下鉄駅
- リヨンのローヌ川に架かる橋
- ヴィエンヌのローヌ川に架かる橋
- クロワジー＝シュル＝セーヌとブージヴァルの間のセーヌ川に架かる橋
- ムランのセーヌ川に架かる橋
- シャティヨン＝シュル＝セーヌのセーヌ川に架かる橋
- 1951年に建設されたベトナムのダナンのハン川に架かっていた橋[24]
- サン＝ディエ＝デ＝ヴォージュ、スダン、ブールジュ、マノスクとセットにあるドック

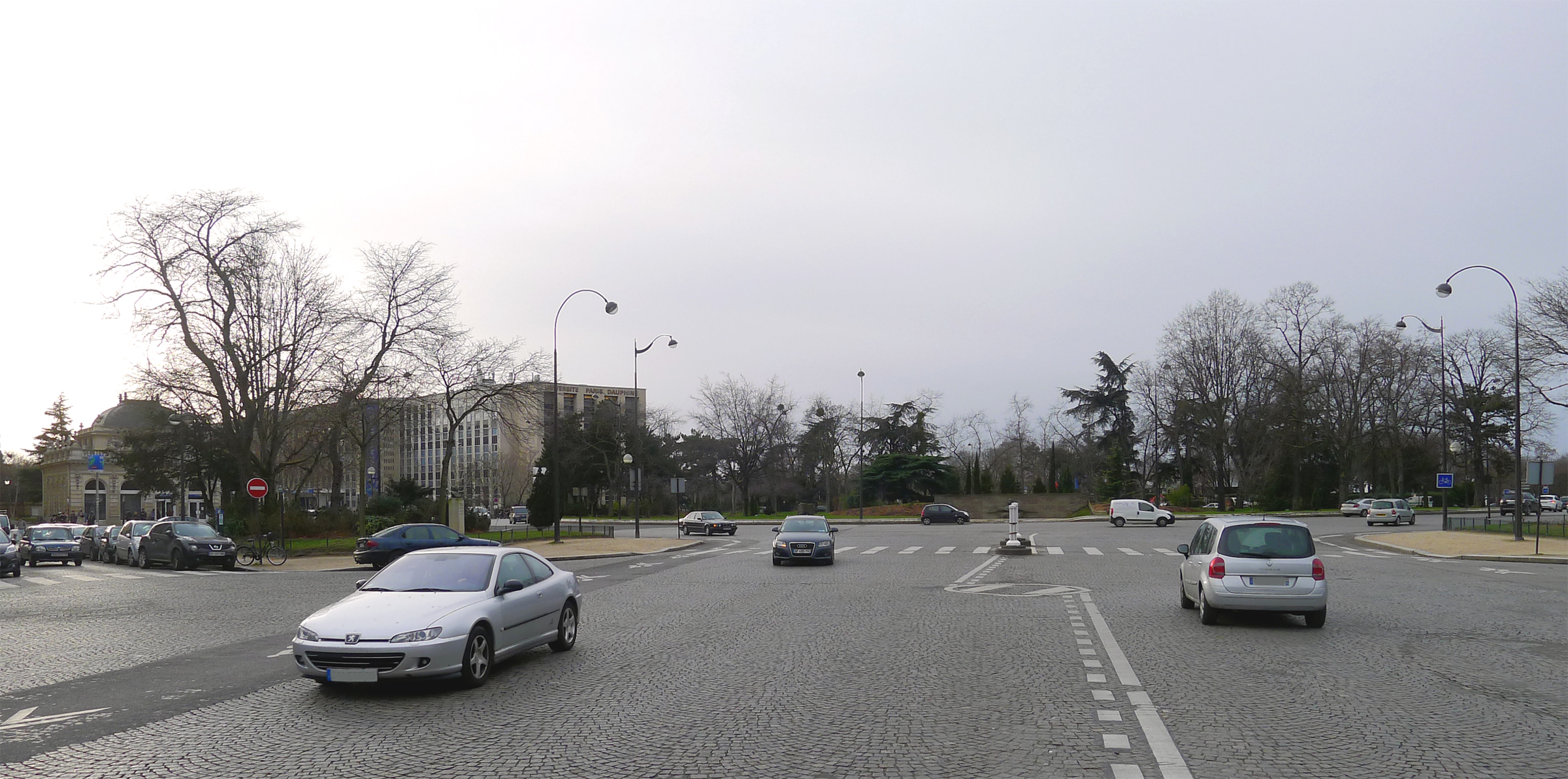
パリ16区のマルシャル・ド・ラトル・ド・タシニ広場

- パリの16区にある広場の他、次の都市にある広場：アンジェ、アルジャンタン、オートリーヴ、ブザンソン、ビザノ、ブリーヴ＝ラ＝ガイヤルド、ブレスト、カルカソンヌ、キャヴァナック、シャトーメイヤン、シュヴィイ＝ラリュ、コルマール、クールセル＝ショシー、クレミュー、エスペラザ、フレール、フロアン、フライロンヌ、ガニー、ゴネス、オーモン、ジャルニ、ラ・クロ、ラテ、 ラヴラネ、ル・ティヨ、ルヴァロワ＝ペレ、レ・ゼルビエ、リブルヌ、ロンウィ、メゾン＝ラフィット、マント=ラ=ジョリー、 モロー、モンモランシー、 ムーラン 、 ムランウー、ニース、 ポンタルリエ、ランス、ルミルモン、ルテル、ロアンヌ、ルーアン、サン＝タンディオル、 サン＝ブルヴァン＝レ＝パン、サン＝マクシマン＝ラ＝サント＝ボーム、 サント＝フライーヴ＝デ＝ルー、サルラ＝ラ＝カネダ、シルティカイム、セレスタ、ストラスブール、タン、トルヴィル＝シュル＝メール、ヴァンヴ、ヴェトラ＝モントゥー、ヴィオレーヌ、ヴィトリー＝ル＝フランソワ、ヴォワロン
- 次の都市の大通り： フォントネー＝ル＝コント、シャトー＝ドロンヌ、ショーモン、シュノーヴ、ディジョン、エヴリー、アグノー、ナルボンヌ、ロデーズ、 サン＝ジル＝クロワ＝ド＝ヴィ、シュレンヌ
- 次の都市の街路：エクス＝アン＝プロヴァンス、アミアン、アングレーム、アラス、オルネー＝スー＝ボワ、アヴィニョン、ボワ＝コロンブ、ボアシー＝サン・レジェ、ボンディ、ブローニュ＝ビヤンクール、ブール＝ラ＝レーヌ、ボルドー、カシャン、カーン、シャラントン＝ル＝ポン、ショワジー＝ル＝ロワ、コンピエーニュ、クロミエ、クレテイユ、フェカン、フォントネー＝スー＝ボワ、ラ・セル＝サン＝クルー、ル・ペック、リモージュ、マルセイユ、メス、ムードン、モワサック、モントロー＝フォルト＝ヨンヌ、モン＝サンテニャン、モンテソン、ナンシー、ニオール、オルセー、ル・ポン＝ド＝ボーヴォワザン、ポントワーズ、プロヴァン、サンクルー、 サン＝ドニ、サン＝レミ＝ド＝プロヴァンス、サノワ、サヴィニー＝シュル＝オルジュ、サンリス、タラスコン、ティエ、トゥールーズ、トロワ、ヴィルクレーヌ、ヴィリエ＝シュル＝マルヌ
- 次の都市の通り：アルフォールヴィル、ブランクフォール、カレー、カンブレー、シャロン＝シュル＝ソーヌ、シャンボン＝シュル＝シス、シャルル、クレルモン＝フェラン、クリシー、コルベイユ＝エソンヌ、エルモン、エランクール、ル・シェネ、ル・アーヴル、ラン、リール、ルヴィエ、メゾン＝アルフォール、マシー、ナント、ヌイイ＝シュル＝マルヌ、ヌイイ＝シュル＝セーヌ、プリヴォ、ポン＝ド＝ヴォー、リュエイユ＝マルメゾン、サン＝ジェルマン＝アン＝レー、サント＝ジュヌヴィエーヴ＝デ＝ボワ、サルトルーヴィル、サンス、シュシー＝アン＝ブリ、ラ・テュルバル、ヴェルサイユ
- ラ・ロシェルの大通り
- ラ・シオタの環状交差点
- アニエール＝シュル＝セーヌの広場
- コソボのノボ・セロにある駐屯地

## 出版物
- Histoire de la Première Armée française Rhin et Danube. Plon, Paris 1949
- Ne pas subir. Writings between 1914 and 1952, Plon, Paris 1984
- Reconquérir : 1944–1945. Texts gathered and presented by Jean-Luc Barré, Plon, Paris 1985
- La Ferveur et le sacrifice : Indochine 1951. Texts gathered and presented by Jean-Luc Barré, Plon, Paris 1987

### 参考資料
- Clayton, Anthony (1992). Three Marshals of France. London: Brassey's. ISBN 0-08-040707-2. OCLC 25026611